# Chinonye Chukwu
Chinonye Chukwu (nascida em 19 de maio de 1985) é uma diretora de cinema nigeriana-americana mais conhecida pelo drama filmes Clemency e Till. Ela foi a primeira mulher afro-americana a ganhar o Grande Prêmio do Júri Dramático dos Estados Unidos em Sundance.

## Juventude e educação
De herança Igbo, Chukwu nasceu em Porto Harcourt, na Nigéria. Quando ela tinha pouco mais de um ano de idade, sua família mudou-se para Oklahoma, e mudou-se novamente para Fairbanks, Alasca, quando ela tinha seis anos. Eles visitavam a Nigéria com frequência.
Crescendo no Alasca, Chukwu era muitas vezes a única afro-americana em suas classes e lutava para se adaptar. Ao longo de sua infância, ela lidou com transtorno afetivo sazonal, que foi agravado pela limitada luz do dia de inverno no Alasca. Para enfrentar a situação, ela leu Maya Angelou e se juntou ao clube de levantamento de peso. Chukwu sempre quis fazer filmes. Na adolescência, ela carregava um diário onde anotava ideias para filmes e videoclipes. Ela frequentemente escrevia histórias sobre meninas nigerianas-americanas se reconectando com amores ou irmãos perdidos.
Ela recebeu seu diploma de bacharel em Inglês pela Universidade DePauw, onde ingressou na Zeta Phi Beta. Ela então se matriculou na escola de cinema na Universidade Temple.

## Carreira
Chukwu dirigiu The Dance Lesson em 2010, sobre uma jovem negra que luta para se tornar bailarina em uma comunidade cada vez mais gentrificada. Seu primeiro longa-metragem, Alaska-Land (2012), contou a história de dois irmãos nigerianos-americanos distantes que eventualmente se reuniram em sua cidade natal, Fairbanks, Alasca. O filme foi rejeitado em todos os festivais e programas de laboratório aos quais ela se inscreveu. Em 2013 dirigiu A Long Walk (2013), curta-metragem sobre uma criança que é ridicularizada publicamente por seu pai.
Clemency (2019) foi escrito e dirigido por Chukwu. O drama do corredor da morte é estrelado por Alfre Woodard como uma diretora de prisão que aceita as demandas de sua profissão e Aldis Hodge como um de seus presos destinado à execução. Sua inspiração para o filme veio do caso de Troy Davis, um prisioneiro executado em 2011. Ela se mudou para Los Angeles em 2017 para filmar o filme. Ela recebeu o Grande Prêmio do Júri Dramático dos EUA em Sundance 2019, a primeira mulher negra a fazê-lo.
Em 2019, foi relatado que Chukwu estava escalada para dirigir A Taste Of Power, um filme baseado no livro de memórias homônimo de Elaine Brown.
Chukwu escreveu e dirigiu o filme de 2022 Till, um filme biográfico sobre a busca de Mamie Till-Mobley por justiça após o linchamento de seu filho Emmett Louis Till em 1955.

## Filmografia

### Curta-metragens
| Ano  | Título           | Escritora | Diretora | Produtora | Notas                                 |
| ---- | ---------------- | --------- | -------- | --------- | ------------------------------------- |
| 2009 | Igbo Kwenu!      | Sim       | Sim      | Sim       |                                       |
| 2010 | The Dance Lesson | Sim       | Sim      | Sim       | Também editora                        |
| 2011 | 5 Afternoons     | Não       | Não      | Não       | Gerente de produção                   |
| 2012 | Bottom           | Sim       | Sim      | Sim       | Também editor                         |
| 2013 | Dust             | Não       | Não      | Sim       |                                       |
| 2013 | Mud Lotus        | Não       | Não      | Sim       | Também primeira assistente de direção |
| 2013 | A Long Walk      | Sim       | Sim      | Sim       |                                       |

### Longas-metragens
| Ano  | Título                                                             | Escritora | Diretora | Produtora | Notas                             |
| ---- | ------------------------------------------------------------------ | --------- | -------- | --------- | --------------------------------- |
| 2008 | Chronic Town                                                       | Não       | Não      | Não       | Assistente de produção            |
| 2012 | alaskaLand                                                         | Sim       | Sim      | Sim       |                                   |
| 2013 | A Historical Approach to the Positive Music: Jazz in Philadelphia! | Não       | Não      | Não       | Documentário; gerente de produção |
| 2019 | Clemency                                                           | Sim       | Sim      | Não       |                                   |
| 2022 | Till                                                               | Sim       | Sim      | Sim       | Também produtora executiva        |

### Televisão
| Ano  | Título              | Diretora | Notas                |
| ---- | ------------------- | -------- | -------------------- |
| 2019 | Sorry for Your Loss | Sim      | Episódio: "I'm Here" |

## Prêmios e indicações

### The Dance Lesson(2010)
- Menção Honrosa, Festival Internacional de Cinema de Los Angeles[11]

### Clemency(2019)
- Indicada, Black Reel Awards: Melhor Roteiro, Melhor Diretor Emergente, Melhor Primeiro Roteiro e Melhor Filme Independente[12]
- Vencedora, Festival Sundance de Cinema, Grande Prêmio do Júri Dramático dos EUA[1][2]